# ミナルディ・M186
ミナルディ・M186 (Minardi M186) は、ミナルディが開発したフォーミュラ1カー。デザイナーはジャコモ・カリーリ。1986年と1987年のF1世界選手権に使用された。

## 開発と経緯
M186はM185の発展型であった。トリノ工科大学出身の工学博士、ジャコモ・カリーリがデザインした。M185ではモノコック素材にアルミハニカムをアルミ板とカーボンケブラーでサンドイッチ構造にしており、鋼鉄部品も多く使用されていたが、M186ではカーボンケブラー繊維素材の使用比率をより高め、これにより18kgの軽量化に成功した。前型から空力面をリファインされ、なめらかな曲線で構成されたボディであった。ホイールは1986年最終戦から日本製のエンケイ・アルミホイールを使用。エンケイとミナルディのコンビはF2参戦時代もパートナーであった。F1ホイールの主流はマグネシウム一体構造タイプに移り変わりつつあったが、エンケイは市販モデルへの技術フィードバックを考慮しあえて一体成型より技術的に難しいアルミニウムとマグネシウムディスクによる3ピース構造でチャレンジし、F1用ホイールとしてもトップの軽さ、スリーピースホイールでは世界最軽量の物であった。
エンジンはモトーリ・モデルニ製の90度V6エンジン（1498.9cc、ボアストローク80.0mm×49.77mm、圧縮比7：1）にKKK製のツインターボを装着。エンジンブロックは鋼鉄ブロックで、燃料噴射装置はフェラーリが使用しているのと同タイプのウェーバーマレリ製を使用できることになった。

### 1986年シーズン
開発は1986年シーズン前半から行われていたが、完成はシーズン中盤まで遅れ、第11戦ハンガリーGPで1台目が登場したが、パーツ不足でトラブルが多発し、決勝レースを走ったのは第13戦イタリアGPがM186の初戦となった。カラーリングは黒をベースとし、サイドポンツーンと前後ウィング翼面が黄色のツートンカラーであった。投入された1台目はアンドレア・デ・チェザリスがドライブした。同年のデ・チェザリスはM185Bでは完走することが出来ていなかったが、M186では第15戦メキシコGPで完走、8位となった。その他のレースはすべてリタイアとなり、ポイントを獲得することはできなかった。M186はナニーニ用の製作が間に合わず、彼は最終戦までM185Bでの参戦だった。

### 1987年シーズン
1987年シーズンはチームにとって少しずつ新機能を足していくようなシーズンであり、前年終盤から使用開始したM186を引き続き使用することになったが、新たに6速トランスミッションに変更されたのが前年仕様からの大きな変更点である。細部では、サイドポンツーン横に設けられていたターボチャージャー用のエアインテークが、ホンダやフェラーリのターボエンジンが採用していたサイドポンツーン上にシュノーケル型のダクトを出すタイプに変更された。カラーリングはフロントノーズからコクピットサイド-エンジンカウルまで伸びる黄色の太いストライプが追加され、前年仕様より黄色い部分が増やされた。ピレリタイヤが前年でF1から一時撤退してしまったため、ワンメイク供給化したグッドイヤータイヤを装着することになった。ホイールは日本のエンケイとのパートナーシップが継続された。
ドライバーは2年目となるアレッサンドロ・ナニーニと、スペイン出身のF1ルーキーエイドリアン・カンポスがドライブした。カンポスのもたらした新スポンサーのロイス（ジーンズメーカー）は、翌シーズンにはチームの冠スポンサーとなる。シーズンオフのチームスタッフの努力により、開幕戦ブラジルGPまでに4台のM186が準備され、エースとなったナニーニがスペアカーの心配をせずに予選を走れるようになった。第6戦フランスGPではF1で普及しつつあったカーボン製ブレーキディスクをチームとして初使用した。
しかし、モトーリ・モデルニエンジンは依然として信頼性を欠き、ナニーニが3回、カンポスが1回と計4回しか決勝レースを完走できず、チームは選手権ポイントを獲得することはできなかった。ナニーニはシーズンを通してカンポスより速く、力量の差を見せた。チームはモトーリ・モデルニ製エンジンに見切りを付け、翌シーズンからはフォード・DFZを搭載することとなる。このため最終戦オーストラリアGPが終了した後でM186-01シャシーはエンジンをDFZへと換装され、12月13-14日のエストリル合同テストではこの車両が使用された。テストドライブしたカンポスは「DFZにしたら信頼性が段違いさ。これでレースを走りたかったね。」と好印象を述べた。エストリルテストではマルコ・アピチェラもDFZ仕様のM186を走らせた。
'87シーズンのエースとして奮闘したアレッサンドロ・ナニーニは、同年11月にベネトン・フォーミュラのドライバー選考を兼ねて行われたテスト走行でピーター・コリンズに認められ、翌年からのベネトン移籍が決まりミナルディを巣立っていった。
なお、媒体によってマシン名の表記に波があり、ミニチュアカー業界などでは1987年のミナルディの参戦車両がM187と表記される場合があるが、これはイタリアの1/43ミニチュアメーカーのMERI KITS社が1987年に製作発売した商品名をM187として販売したことに端を発している。ミナルディ公式ウェブサイトでは1987年はM186の継続使用であるとしており、M187という車両は存在していない。1987年当時の雑誌メディア、F1公式プログラムも同年のミナルディの参戦車両をミナルディ・M186 モトーリモデルニであると紹介しており、M187との表記は見られない。2015年オーストリアグランプリの併催イベントとしてニキ・ラウダやアラン・プロスト、ネルソン・ピケなども参加してのヒストリックイベントがあり、ピエルルイジ・マルティニがミスター・ミナルディとして1987年参戦車をデモランさせたが、この際の紹介ではシャシーナンバーがDFZエンジンに換装された「MINARDI M186-01」であると記されている。マルティニはM186の印象を「この時代のこの車で300km/hで走るなんて狂気の沙汰だったなと今(2015)の安全基準だと思うね(笑)。でもすぐに快適に感じられたし、とてもバランスの良いマシンだったなと感じた。グランプリの実戦でもモトーリモデルニでは無くてこの壊れないコスワースDFZのエンジンで出場していたらミナルディチームがもっと満足できる結果をもたらせていただろうね。」とM186の操安性は良かったとインタビューで語っている。

## F1における全成績
(key) （太字はポールポジション）
| 年     | シャシー | エンジン                                | タイヤ | No | ドライバー     | 1   | 2   | 3   | 4   | 5   | 6   | 7   | 8   | 9   | 10  | 11  | 12  | 13  | 14  | 15  | 16  | ポイント | 順位 |
| ------ | -------- | --------------------------------------- | ------ | -- | -------------- | --- | --- | --- | --- | --- | --- | --- | --- | --- | --- | --- | --- | --- | --- | --- | --- | -------- | ---- |
| 1986年 | M186     | モトーリ・モデルニ Tipo 615-90 1.5, V6T | P      |    |                | BRA | ESP | SMR | MON | BEL | CAN | DET | FRA | GBR | GER | HUN | AUT | ITA | POR | MEX | AUS | 0        | -    |
| 1986年 | M186     | モトーリ・モデルニ Tipo 615-90 1.5, V6T | P      | 23 | デ・チェザリス |     |     |     |     |     |     |     |     |     |     | Ret | Ret | Ret | Ret | 8   | Ret | 0        | -    |
| 1987年 | M186     | モトーリ・モデルニ Tipo 615-90 1.5, V6T | G      |    |                | BRA | SMR | BEL | MON | DET | FRA | GBR | GER | HUN | AUT | ITA | POR | ESP | MEX | JPN | AUS | 0        | -    |
| 1987年 | M186     | モトーリ・モデルニ Tipo 615-90 1.5, V6T | G      | 23 | カンポス       | DSQ | Ret | Ret | DNS | Ret | Ret | Ret | Ret | Ret | Ret | Ret | Ret | 14  | Ret | Ret | Ret | 0        | -    |
| 1987年 | M186     | モトーリ・モデルニ Tipo 615-90 1.5, V6T | G      | 24 | ナニーニ       | Ret | Ret | Ret | Ret | Ret | Ret | Ret | Ret | 11  | Ret | 16  | 11  | Ret | Ret | Ret | Ret | 0        | -    |

## 参照
1. 1 2 3  MINARDI F1デビュー三年目の気鋭チーム ポイント獲得へ急げ F1GPX '87ポルトガル号 18-19頁 1987年10月5日発行
2. ↑  小倉茂徳 F1商品学「株式会社エンケイ」強度と放熱性がタイヤ性能を決する F1グランプリ特集 vol.60 90-91頁 ソニーマガジンズ 1994年6月16日
3. 1 2  明日のトップコンストラクターを夢見る新興チームたち Minardi M186 (1986-87) MOTOR GRAPHIX F-1 月刊モデルグラフィックス別冊 77頁 大日本絵画 1987年11月30日発行
4. ↑  王座争い持越し ベルガー(ベネトン)勝つ! F1世界選手権第15戦メキシコGP Racing On No.008 101頁 1986年12月1日発行
5. ↑  プロスト奇跡の逆転V ホンダ無念2冠逃す 第16戦オーストラリア GP Racing On No.008 78-79頁 1986年12月1日発行
6. ↑  TECHNICAL FILE ミナルディ F1GPX '87フランスGP号 4頁 1987年7月20日発行
7. ↑  ポルトガルテスト現地リポート F1GPX '88カレンダー号 3-4頁 1988年1月10日発行
8. ↑  ベネトンがイモラでドライバーテスト グランプリ・エクスプレス '87日本GP号 36頁 1987年11月15日発行
9. ↑  MERI KITS MK88 MINARDI M187 F.1 G.P.BRASILE 1987 Scale Mate
10. ↑  Auto e Piloti del Minardi Team ミナルディオフィシャルウェブサイト
11. ↑  1987 F1 CIRCUS TEAM & DRIVER Perfect File グランプリ・エクスプレス '87ブラジルGP号 14-521頁 1987年4月30日発行
12. ↑  MINARDI '87マシン＆ドライバープロフィール FUJI-TV公式F-1ハンドブック 52-53頁 フジテレビ出版/扶桑社 1987年7月6日発行
13. ↑  F1第14戦メキシコGP-第16戦オーストラリアGP Racing On No.021 138-143頁 1988年1月1日発行
14. ↑  MINARDI M186・モトーリモデルニ V6ターボ　1987F1日本グランプリ公式プログラム 54-55頁 鈴鹿サーキットランド 1987年10月発行
15. ↑  Pierluigi Martini, in the Minardi M186-01 at the Legends Parade suffers a fire at Austrian GP Motorsport.com 2015年6月21日
16. ↑  Minardi meets Pierluigi Martini Minardi.it 2015年12月23日